# 321 v. Chr.
Portal Geschichte | Portal Biografien | Aktuelle Ereignisse | Jahreskalender | Tagesartikel

◄ |
5. Jahrhundert v. Chr. |
4. Jahrhundert v. Chr. |
3. Jahrhundert v. Chr. |
►

◄ | 340er v. Chr. | 330er v. Chr. | 320er v. Chr. | 310er v. Chr. |
300er v. Chr. |
►

◄◄ | ◄ | 324 v. Chr. | 323 v. Chr. | 322 v. Chr. | 321 v. Chr. |
320 v. Chr. |
319 v. Chr. |
318 v. Chr. |
► |
►►

## Ereignisse

### Reich Alexanders des Großen
- Erster Diadochenkrieg bricht aus (bis 320): Der Reichsverweser Perdikkas und sein Feldherr Eumenes sehen sich einer Opposition aus Antipatros (in Makedonien und Griechenland), Krateros (Makedonien), Antigonos (in Phrygien) und Ptolemaios (in Ägypten) gegenüber. Während sich Eumenes im Kleinasien gegen Krateros wendet und diesen in der Schlacht am Hellespont überwindet und tötet, marschiert Perdikkas nach Ägypten. Er scheitert aber im Frühjahr 320 v. Chr., als er versucht, den Nil zu überqueren und wird dann von den eigenen Leuten ermordet.

### Westliches Mittelmeer
- Demütigende Niederlage des römischen Heeres gegen die Samniten in der Schlacht an den Kaudinischen Pässen: Rom muss Geiseln stellen, das Heer darf erst nach schimpflicher Behandlung („Unterjochung“) abziehen. Die erste Phase des Zweiten Samnitenkriegs endet, Rom muss seine Kolonien Fregellae und Cales aufgeben.

## Gestorben
- Archon, Statthalter Alexanders des Großen
- Krateros, einer der Diadochen
- Neoptolemos, einer der Diadochen
- Menon von Pharsalos, thessalischer Reitergeneral